# Ryszard Ostałowski
Ryszard Ostałowski (ur. 11 maja 1934 w Warszawie, zm. 2 listopada 1998 w Drewnicy) – polski aktor filmowy i teatralny. Ojciec aktorki Dominiki Ostałowskiej.
W 1956 ukończył studia na PWST w Warszawie. Był aktorem wielu teatrów, głównie warszawskich. W kolejnych latach występował w:
- 1956-1959 - Teatr Dramatyczny w Warszawie
- 1959-1962 - Teatr Narodowy w Warszawie
- 1962-1965 - Teatr Polski w Poznaniu
- 1965-1966 - Teatr Ludowy w Warszawie
- 1966-1988 - Teatr Współczesny w Warszawie

## Filmografia
- 1986 - Zmiennicy odc. 5, jako Komendant posterunku MO na Okęciu
- 1983 - Alternatywy 4 odc. 3, jako Członek komisji nazewnictwa ulic
- 1981 - Przyjaciele odc. 5
- 1980-1982 - Dom odc. 6, 9, jako inżynier w FSO
- 1980 - Punkt widzenia odc. 6, jako dyrektor ZUS
- 1980 - Młyn Lewina (tyt. oryg. Levins Muhle), jako Tomaszewski
- 1980 - Ciosy
- 1978 - Okruch lustra
- 1978 - 07 zgłoś się odc. 8, jako Dzielnicowy rozmawiający z Borewiczem o Joannie Kostrzewskiej
- 1976 - Zaklęty dwór odc. 3, 6
- 1976 - Trędowata, jako książę Daniecki
- 1976 - Polskie drogi odc. 3
- 1974 - Potop, jako Bartek
- 1968 - Wszystko na sprzedaż
- 1960 - Hamleś, jako Szef
- 1955 - Trzy starty jako Tadeusz Zaremba